# چنگ
چنگ یا هارپ (به انگلیسی:Harp) گونه‌ای ساز زهی باستانی است و در کنار ساز بَربَط، از مشهورترین سازهای ایران باستان به‌شمار می‌آمده است.

## تاریخچه

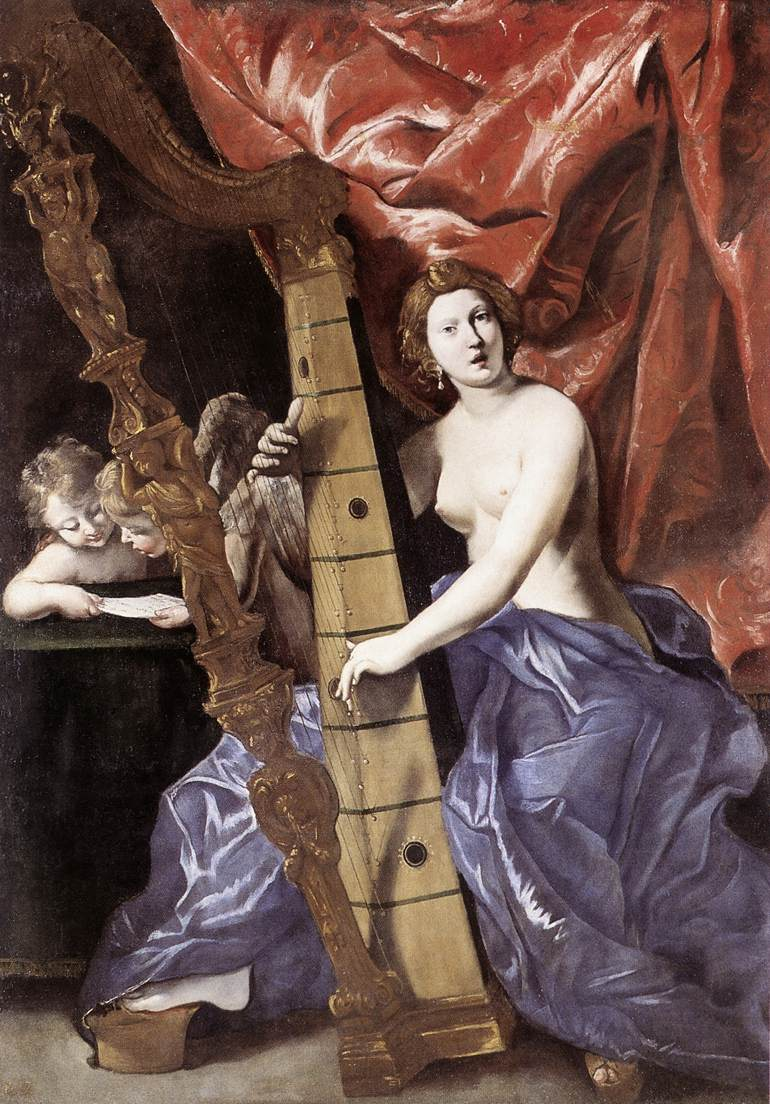
ونوس چنگ می‌نوازد اثر لانفرانکو

بانوی چنگ نواز، نقاشی رنگ و روغن اثر Thomas Sully

در ادبیات پارسی بسیار از این ساز یاد شده است و سیارهٔ ناهید را چنگ‌زن دانسته‌اند. در مُهری گِلین که در بین سال‌های ۱۹۶۱ تا ۱۹۶۶ میلادی توسط دو باستان‌شناس از دانشگاه شیکاگو به نام‌های پیناس دلوگاس(pinhas delougaz) و هلن کانتور(Helene Kantor) در تپهٔ چغامیش خوزستان یافته شد و مربوط به هزارهٔ چهارم پیش از میلاد و دوران ایلامیان می‌باشد یک نوازندهٔ چنگ منحنی را نشان می‌دهد. این چنگ ۶ رشته دارد.
در دورهٔ ساسانی هنر موسیقی نیز در اثر تشویق شاهان رونقی بسزا یافت. در دورهٔ اردشیر موسیقیدانان طبقهٔ جداگانه‌ای را تشکیل داده و به مقام ویژه‌ای نایل شده بودند. در دورهٔ خسرو پرویز موسیقی پیشرفت بسیار کرد. از نوشته‌های شاهنامهٔ فردوسی و خسرو و شیرین نظامی برمی‌آید که «باربَد» بزرگ‌ترین موسیقیدان این زمان بوده است. وی را مبتکر ۳۶۰ لحن موسیقی می‌دانند. از دیگر موسیقیدانان این دوره می‌توان نکیسا، بامشاد، رامتین و آزادوار چنگی را نام برد.
در دورهٔ ساسانی، ۷۲ نغمه از نغمه‌های موسیقی رواج داشته است. از آن جمله:
«پالیزبان»، «سبزه»، «باغ سیاوشان»، «راه گل»، «شادباد»، «تخت درویش»، «گنج سوخته»، «تخت تاقدیس»، «چکاوک»، «خسروانی»، «نوروز»، «جامه‌دران»، «نهفت»، «گلزار»، «گل نوش» و «زیرافکن» که هنوز برخی از این اصطلاح‌ها در موسیقی امروز ما رایج است.
این نغمه‌ها از سدهٔ چهارم به بعد بیشتر می‌شود. در زمان ساسانیان برای اوستا، کتاب مقدس زرتشتیان تفسیری به نام «زند» نوشتند و آن را هنگام مناجات با لحن موسیقی می‌خواندند. شاید بتوان گفت نخستین ارتباط شعر و موسیقی ما از همین‌جا سرچشمه گرفته باشد. چنانچه حافظ آن را مطلع یکی از غزل‌های معروف خود قرار داده است:
| بلبل زِ شاخِ سرو به گلبانگِ پهلوی |  | می‌خواند دوش درسِ مقاماتِ معنوی |

و فرخی می‌گوید:
| زَندوافِ زَندخوان چو عاشقِ هِجرآزمای |  | دوش بر گُلبُن همی تا روز نالهٔ زار کرد |

«جامی» شکل چنگ را چنین ترسیم کرده است:
| از بس فغان و شیونم، چنگی است خام گشته تنم |  | اشک آمده تا دامنم از هر مژه چون تارها |

«سوزنی سمرقندی» واژهٔ چنگ را (سه بار در معنای اصطلاحی آن و یک بار به معنی دست) به کار برده و بازی لفظی کرده است:
| پیرانِ چنگ‌پُشت و جوانانِ چنگ‌زُلف |  | در چنگ، جامِ باده و در گوش، بانگِ چنگ |

در «ویس و رامین» اثر «فخرالدین اسعد گرگانی» اختراع چنگ به رامتین موسیقیدان عصر خسروپرویز نسبت داده شده است:
| نشان است او که چنگ با آفرین کرد |  | که او را نام چنگِ رامتین کرد |

«نظامی» در خسرو و شیرینِ خود اصطلاح‌های «چنگ، بربط، ساز کردن، نوا و ساز» را یک جا در بیت‌هایی به کار برده است:
| در آن مجلس که عیش آغاز کردند |  | به یک جا چنگ و بربط ساز کردند |
| نوایِ هر دو ساز از بربط و چنگ |  | به هم درساخته چون بویِ بارَنگ   |

خاقانی شروانی توانسته است «چنگ» را در مفهوم ابهام و اشاره و کنایه توصیف کند. برای نمونه، در بیت زیر وی چنگ را به پَلاسی که تار و پودش نمایان است تشبیه کرده است:
| چنگْ زاهِدْتَن و دامانْش پَلاسین، لیکن |  | با پلاسش رگ و پی سربه‌سر آمیخته‌اند |

«حافظ» نیز بارها «چنگ» را به کار برده و تصویرهای شاعرانه‌ای از آن ساخته است:
| چنگِ خمیده‌قامت می خوانَدَت به عشرت |  | بشنو که پندِ پیران هیچَت زیان ندارد |

و نیز حافظ در «ساقی نامه» دل‌نشینی بسیاری از اصطلاح‌های موسیقی را به کار بسته است:
| مُغَنّی نوایی به گلبانگِ رود |  | بگوی و بزن خسروانی‌سُرود |

«مولوی» نیز در بیتی خود را به چنگ تشبیه کرده است:
| چو چنگم و از زمزمهٔ خود خبرم نیست |  | اسرار همی‌گویم و اسرار ندارم |

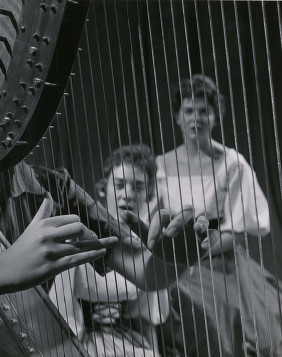
چنگ

از مهم‌ترین مُهرنگاره‌های خُنیاگری (موسیقی) در جهان، باید از آنچه که در تپهٔ چغامیش خوزستان برجای مانده یاد کرد که در سال‌های ۱۹۶۱–۱۹۶۶ میلادی، یافت شده است. این مهرنگاره ۳۴۰۰ ساله سیمایی از بزم رامِشگران را نشان می‌دهد. در این بزم باستانی، دسته‌ای نوازنده دیده می‌شوند که هر کدام، به نواختنِ سازی سرگرم هستند. چگونگی نواختن و نشستن این رامشگران، نشان می‌دهد که آنها، نخستین دستهٔ ارکستر جهان هستند. در این گروه رامشگران، می‌بینیم که نوازنده‌ای چنگ و دیگری شیپور و آن دیگر تنبک می‌نوازد. چهارمین رامشگر در این میان، خواننده‌ای است که آواز می‌خواند. همچنین در این بزم کهن، آزاده‌ای را می‌بینیم که بر فرشی نشسته و از او پذیرایی می‌شود.
و باز در مالمیر (ایذه) چنگ‌نوازانی را می‌بینیم که دو نوع چنگ را در دست دارند و پیشاپیش هانی و همسرش برای اجرای یک مراسم عبادی در حال نوازندگی هستند. این دو نوازندهٔ چنگ نام خود را نیز با خط میخی ایلامی نگاشته‌اند. چنگ در این دوران ۱۳ رشته دارد. نقش‌برجسته‌های طاق بستان نوازندگان چنگ را نشان می‌دهد که در قایق برای شاه ساسانی که به شکارگاه آمده چنگ می‌نوازند. در آثار طاق بستان در یک قایق ۵ نوازندهٔ چنگ منقش شده‌اند و در یک قایق که پادشاه در حال شکار است یک نوازنده که به احتمال قوی باربد می‌باشد، در حال نوازندگی است. شمار رشته‌های چنگ در این زمان از ۷ تا ۱۱ مشاهده می‌شود. چنگ به مرور زمان همچون بسیاری از سازهای دیگر مهجور و فراموش شده است. البته چنگ تا دوران صفویه موجود بوده است و آخرین چنگ‌نواز ایرانی در دوران صفویه به نام «سلطان محمد چنگی» بوده است.

## سیر تحول ساز چنگ

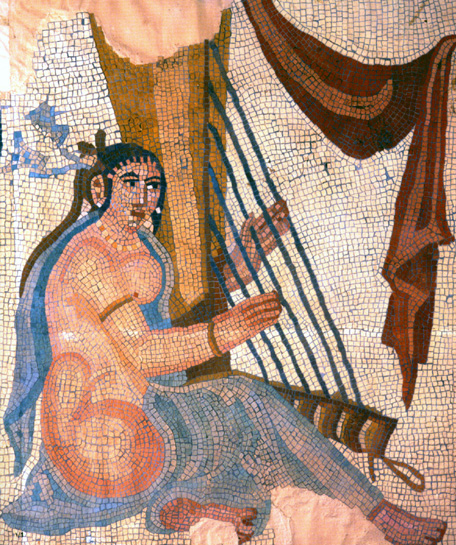
چنگ دوران ساسانی در کاوش‌های باستان‌شناسی در بیشاپور

انواع ساز چنگ در قرن‌های مختلف در ایران یافت شده است از جمله چنگ منحنی مربوط به سدهٔ هفتم هجری قمری از صفی‌الدینْ عبدالمؤمنِ اُرُمَوی (ارومیه‌ای). تصویر چنگ در تمام آثار باستانی ایران از دوران هخامنشیان گرفته تا سلوکیان دیده می‌شود.
ساز چنگ در ایران دارای چهار رشته سیم بوده است که در دورهٔ ساسانیان به ۱۱ رشته می‌رسد و در دوران اسلامی تا ۳۵ رشته هم می‌رسد. پیدایش چنگ از پیدایش کمان نشأت گرفته است، در اثر تیراندازی زه مرتعش می‌شد و صدای کمی به گوش می‌رسید. چنگ‌های اولیه شبیه کمانی از نی و چوب بوده که زهی میان آن کشیده شده است.
انواع ساز چنگ یا هارپ به چهار دستهٔ کلی چنگ ارکستری، چنگ سنتی، چنگ باستانی و چنگ تزیینی تقسیم می‌شود که خود از لحاظ شکل ظاهری به ۱۷ نوع الگو و فرم چنگ تقسیم می‌شود از جمله چنگ زاویه‌دار، چنگ منحنی، چنگ ون و چنگ کندوگ و چنگ ون کنار ساسانی و چنگ لیر (چنگی در یونان که به شکل U است) می‌شود یاد کرد.
ساز چنگ به عنوان قدیمی‌ترین ساز سیمی جهان مربوط به شش‌هزار سال پیش در خوزستان ایران یافت شده است. در ایران، تعداد چنگ‌نوازان در حال افزایش است و به اجرای برنامه و کنسرت می‌پردازند. گرچه اروپاییان مدعی ابداع چنگ‌های پدالی هستند و ادعا می‌کنند این چنگ‌ها در قرن ۱۸ میلادی در آلمان پایه‌گذاری شده است اما همین چنگ‌ها نیز بر اساس چنگ‌های زاویه‌دار شرقی ساخته شده است.
چنگ سازی رشته‌ای است که با انگشت نواخته می‌شود که تکنیک نوازندگی در جهان هشت‌انگشتی است اما تکنیک نوازندگی در ایران طبق اطلاعات استخراج‌شده از مستندات باستانی، ده‌انگشتی است.
ساز چنگ غالباً از چوب‌های گردو و افرا ساخته می‌شود و از سازهای گران‌قیمت محسوب می‌شود. این گرانی قیمت به خاطر ساختمان پیچیده و ساختن دشوار آن است.
در ایران فرزانه نوایی از چنگ نوازان پیشین ایران بود که در ۱۳۸۳ در گذشت و آذرنوش صدر سالک سال‌ها در ترکیب ارکستر سمفونیک تهران این ساز را نواخته است و فتانه شاهین از مدرسان این ساز می‌باشد.
در سال‌های گذشته، کوشش‌هایی در راستای بازسازی این ساز صورت گرفته است از جمله سیف‌الله شکری، عبدالعلی باقری‌نژاد، مجید ناظم‌پور، سیامک مهرداد، حامد صقیری، عبدالله عباسی و مریم سورنامهر در ایران و فکرت کاراکایا (Fikret Karakaya) در ترکیه، نمونه‌هایی از این ساز را بازسازی نموده‌اند.

## ساختار ساز چنگ
چنگ سازی مثلثی‌شکل از جنس چوب است. این ساز در اندازه‌های مختلفی ساخته می‌شود و بنا بر اندازهٔ ساز، می‌تواند از ۱۹ تا ۴۷ سیم داشته باشد. چنگ‌هایی که دارای پدال می‌باشند معمولاً ۴۰–۴۷ سیم دارند به نام چنگ پدالی (Pedal Harp) شناخته می‌شوند.
چنگ پدالی دارای ۴۷ سیم و گستره صدایی ۶٫۵ اکتاو است. وزن این ساز حدود ۳۵ کیلوگرم، ارتفاع آن ۱۸۵ سانتی‌متر، عمق آن ۱ متر و عرض آن ۵۵ سانتی‌متر است.
نُت دو همیشه با رنگ قرمز و نت فا با رنگ آبی یا سیاه و سایر نت‌ها با رنگ سفید مشخص می‌شوند.

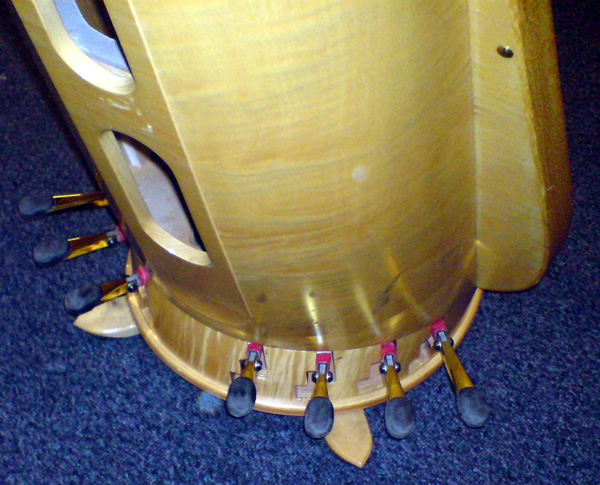
پدال‌های هارپ
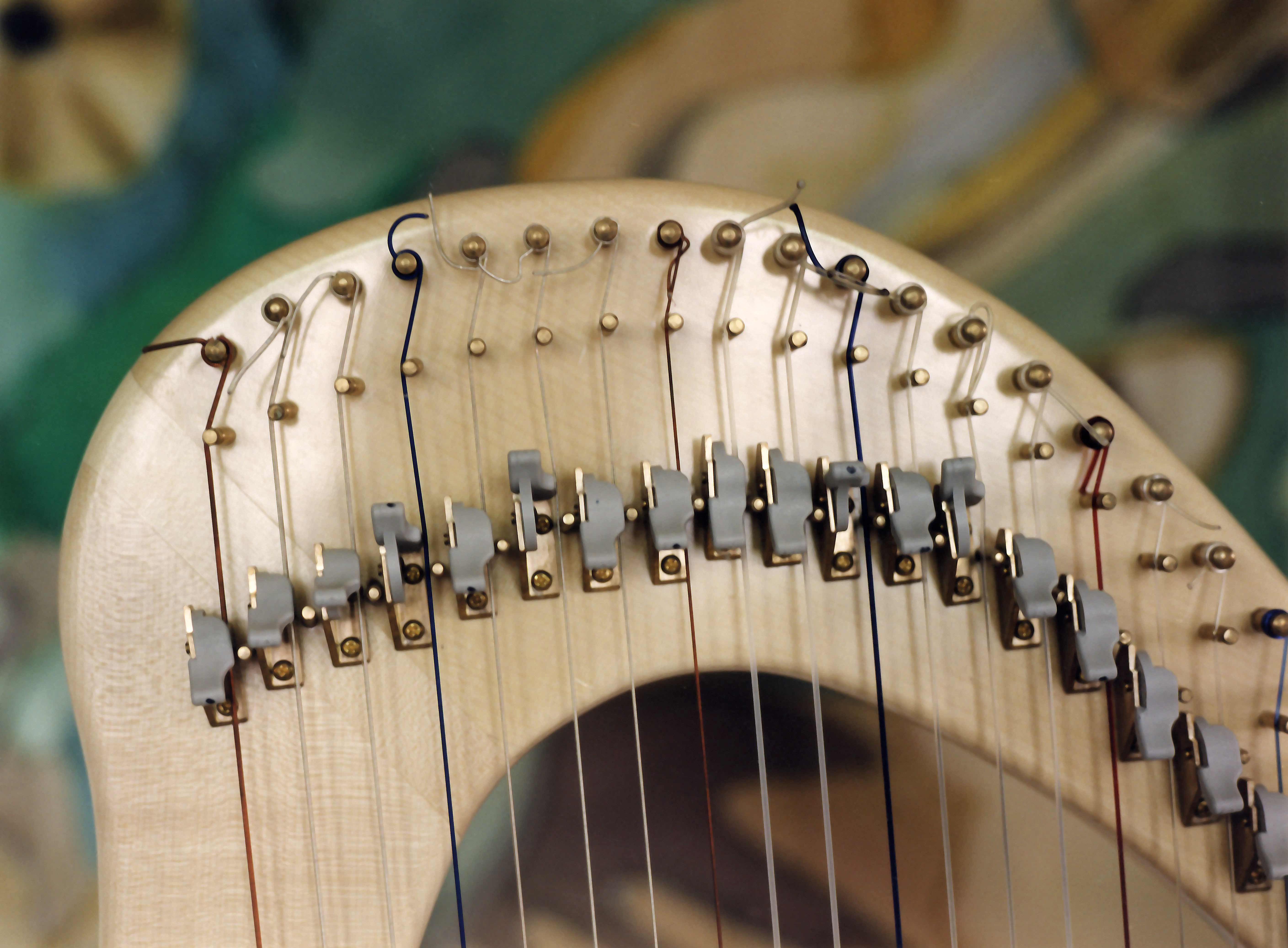
بخشی از محل کوک ساز
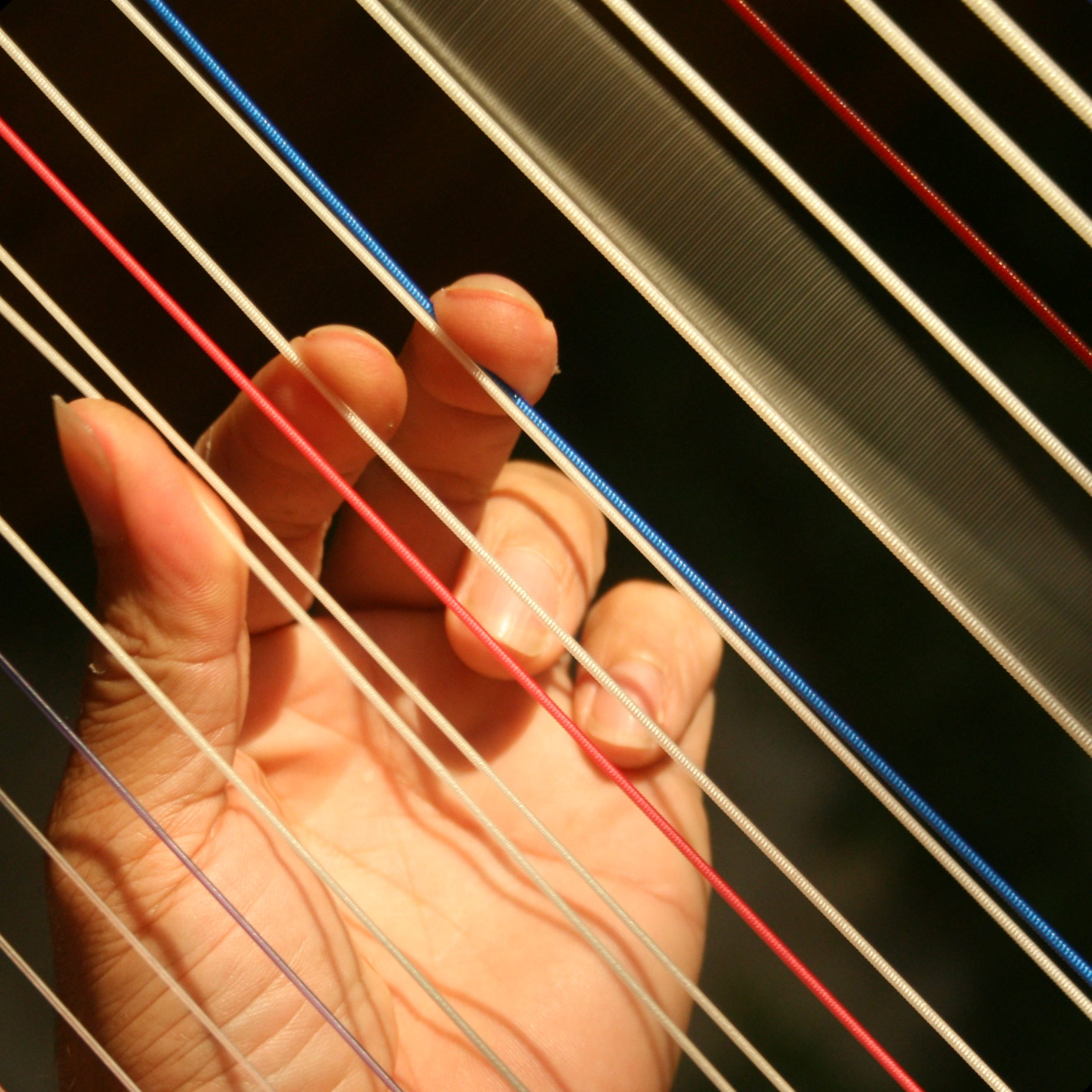
رنگ‌های سیم هارپ